# Borís Verlinski
Borís Markovitx Verlinski (o Verlinsky), (Bakhmut, Ucraïna, 8 de gener de 1888 – Moscou, Rússia, 30 d'octubre de 1950) fou un jugador d'escacs jueu que tingué les nacionalitats ucraïnesa, russa, i soviètica. Verlinski, que era sord, fou un dels millors jugadors soviètics dels anys 1920, i estigué classificat entre els millors 20 jugadors del món l'any 1926, moment en què tenia clarament la força de Gran Mestre.

## Resultats destacats en competició
El 1909, Verlinsky empatà als llocs 10è a 11è al Torneig amateur de Totes les Rússies, a Sant Petersburg, un torneig que guanyà Aleksandr Alekhin. El 1910, va guanyar a Odessa. El 1911, va empatar als llocs 6è a 8è a Sant Petersburg (campió: Stepan Levitsky). El 1912, va guanyar el Campionat d'Odessa. El 1913, fou 3r a Sant Petersburg (campió: Alexander Evensohn).
Després de la I Guerra Mundial, Verlinsky es traslladà a viure d'Ucraïna a Rússia. Allà, el 1923, va empatar al primer lloc amb Kutuzov a Petrograd, i posteriorment fou 2n, rere Aleksandr Serguéiev, també a Petrograd. El 1924, va empatar als llocs 10è-11è al III Campionat soviètic a Moscou (el campió fou Iefim Bogoliúbov). El mateix any fou 2n, rere Nikolai Grigóriev, al 5è Campionat de Moscou. El 1925, va empatar als llocs 2n-3r, també rere de Serguéiev, al 6è Campionat de Moscou, i a l'agost-setembre, va acabar 4t al IV Campionat soviètic a Leningrad (el campió fou Iefim Bogoliúbov). El novembre-desembre de 1925, va empatar als llocs 12è a 14è al 
1r Torneig Internacional de Moscou (campió: Bogoliúbov), un torneig en el qual Verlinsky va obtenir moltes belles victòries contra jugadors forts, i una d'elles fou sobre el Campió del món José Raúl Capablanca amb negres, amb una exhibició de joc tàctic.
El 1926, Verlinski va empatar al primer lloc amb Marsky a Odessa (III Campionat d'Ucraïna). El mateix any, empatà als llocs 8è a 9è, al 7è Campionat de Moscou (campió: Abram Rabinovich). Segons Chessmetrics.com, Verlinski tenia un Elo de 2.627 punts el maig de 1926, cosa que el convertia en el 16è millor jugador del món en aquell moment. El 1928, guanyà el Campionat de Moscou.
El 1929, Borís Verlinski guanyà el 6è Campionat soviètic, celebrat a Odessa, i mercès a això fou guardonat amb el títol de Gran Mestre de la Unió Soviètica, essent el primer jugador a obtenir aquest honor, segons David Bronstein.
El 1930, fou 7è a Moscou (campió: Abram Rabinovich). El novembre de 1931, va empatar als llocs 3r a 6è al 7è Campionat d'escacs de l'URSS, a Moscou, (campió: Mikhaïl Botvínnik). El febrer de 1933, fou 2n, rere Fedor Bogatyrchuk, al Quadrangular de Moscou. El 1933/34, va ser 12è al 14è Campionat de Moscou.
En els darrers anys de la seva vida, Verlinski jugà a escacs menys activament, tot i que encara representava una prova competitiva per forts mestres. Després de molts anys lluny de l'alta competició, va intentar classificar-se, als 53 anys, per a la final del Campionat Soviètic de 1945, però només va puntuar 4.5/15 a la semifinal, i no es classificà, tot i que va derrotar la nova puixant estrella David Bronstein. El darrer esdeveniment important en què participà fou el Campionat de Moscou de 1945, on hi feu 5/16. Recordi que els camps d'ambdós esdeveniments es compon enterament dels Mestres.
Verlinski obtingué oficialment el títol de Mestre Internacional el 1950, el mateix any de la seva mort a l'edat de 62 anys.

## Estil i llegat
Verlinsky va ser un jugador excepcionalment fort en les obertures clàssiques amb ambdós colors. En el seu apogeu, era un tàctic formidable que plantejava dura batalla als millors jugadors mundials, tal com en donen fe les seves victòries sobre, entre d'altres, Aleksandr Alekhin, José Raúl Capablanca, Iefim Bogoliúbov, Grigori Löwenfisch, Akiba Rubinstein, Rudolf Spielmann, o David Bronstein.
Va tenir dos importants handicaps; el primer, la seva discapacitat física (era sord-mut), tot i que la va superar amb èxit en el món dels escacs, i el segon, el fet que era jueu, un altre desavantatge a la Unió Soviètica, que contribuí a fer que mai tingués l'oportunitat de competir fora de l'imperi rus o de la Unió Soviètica.

## Partides destacades
- Peter Romanovsky vs Boris Verlinski, Campionat de Totes les Rússies, St. Petersburg 1909, Obertura dels quatre cavalls (C49), 0-1 El debut de Verlinski al més alt nivell, amb només 21 anys.
- Boris Verlinski vs Aleksandr Alekhin, Odessa 1916, escocesa (C45), 1-0 Una victòria tàctica per assaborir.
- Boris Verlinski vs Ilya Rabinovich, Campionat de l'URSS, Moscou 1924, Ruy Lopez, tancada, variant Bogoliúbov (C91), 1-0 Un triomf posicional impressionant.
- Boris Verlinski vs Grigori Löwenfisch, Torneig Internacional de Moscou 1925, gambit de dama refusat, variant Viena (D37), 1-0
- Jose Raul Capablanca vs Boris Verlinski, Torneig Internacional de Moscou 1925, Peó de dama (D00), 0-1 Era excepcionalment estrany que Capablanca perdés una partida, i virtualment inconcebible ésser batut amb aquesta mena de festival tàctic. La millor partida de la carrera de Verlinski, i una de les millors del segle.
- Boris Verlinski vs Rudolf Spielmann, Torneig Internacional de Moscou 1925, Ruy Lopez, Variant tancada (C79), 1-0 Batalla entre dos grans tàctics.
- Boris Verlinski vs Akiba Rubinstein, Torneig Internacional de Moscou 1925, Obertura Reti (A09), 1-0 Una treballada victòria, allunyada del seu estil habitual.
- Boris Verlinski vs Iefim Bogoliúbov, Campionat de l'URSS, Leningrad 1925, Nimzoíndia, Variant clàssica (E38), 1-0 Victòria contra Bogoliúbov, que havia guanyat el Torneig Internacional de Moscou 1925.
- Boris Verlinski vs Fodor Bohatirchuk, Camiponat de l'URSS, Moscou 1931, Ruy Lopez, Defensa Steinitz moderna (C71), 1-0 Gran lluita entre dos ucraïnesos que mereixien un títol de GM que mai no varen obtenir de manera oficial.
- Alexander Konstantinopolsky vs Boris Verlinski, semifinal del Campionat de l'URSS, Kiev 1938, Anglesa (A11), 0-1 Konstantinopolsky era una de les estrelles emergents del moment, cinc cops guanyador del Campionat de Kiev els 1930.
- Boris Verlinski vs David Bronstein, semifinal del Campionat de l'URSS, Moscou 1945, Atac indi de rei (A05), 1-0 Bronstein seria aspirant al títol mundial només sis anys després.